# 张思卿
張思卿（1932年8月—2022年6月17日），汉族，河南洛陽人，中国共产黨、中华人民共和国法官及政治人物，原副国级领导人。曾任中华人民共和国最高人民检察院檢察長，中共第十三屆中央候補委員，十四屆、十五屆中央委員。第九屆、十屆全國政協副主席。

## 生平
张思卿1932年8月出生於河南洛陽。1949年3月参加工作。1952年10月加入中國共產黨。1949年至1952年，张思卿任河南省新郑县支前司令部谢庄供应站工作员，华中支前司令部通城供应站工作员以及最高人民检察署中南分署收发员，随后又前往广西担任中南土改工作队广西平乐县分队副队长、工作组组长。1952年至1954年最高人民检察署中南分署科员、调查员。1954年至1955年最高人民检察署东北工作团副组长、助审员，并参与对遗留在中国的日本战犯审判。1955年2月，张思卿调入新设立的长江水上运输检察院，担任检察员，负责长江航线相关司法案件的侦查、审判监督等工作。
1966年至1969年，张思卿受到"文化大革命"中受冲击，被下放到五七干校。1969年至1973年湖北省公安机关军管会审批组工作，1973年1月调入湖北省高级人民法院。1974年，任湖北省高級人民法院副院長。1983年，任湖北省高级人民法院院长。在文革结束后，张思卿推动对文革期间冤假错案的纠正和改判工作。1983年至1985年，张思卿先后任湖北省公安厅厅长、党委书记兼武警湖北总队第一政委，中共湖北省委常委兼省委政法委员会书记。在任职期间，张思卿促进湖北省公安工作专业化，帮助提升公安干警执法和侦察能力。
1985年，任最高人民檢察院副檢察長（1991年12月明確為正部長級）。1993年3月，任最高人民檢察院檢察長。在任职期间，张思卿推动成立检察机关举报中心，推动控告申诉检察工作制度化规范化，改变了当时检察机关缺少线索来源的状况。除此以外，他主持起草了《关于在检察机关办理要案实行党内请示报告的规定》，促使检察机关牢牢掌握在党手中。1998年3月卸任檢察長後，任全國政協副主席。2008年3月，退休。2022年6月17日在北京逝世，享年90岁。遗体于6月21日上午在北京市八宝山革命公墓火化。

## 评价
中国共产党对其的评价：
中国共产党的优秀党员，久经考验的忠诚的共产主义战士，我国政法战线的杰出领导人。